# Ходдер, Робин
Робин Годфри Ходдер (англ. Robin Godfrey Hodder, 1 октября 1937, Мэриборо, Австралия — 19 марта 2006, Эшбёртон, Австралия) — австралийский хоккеист (хоккей на траве), нападающий. Бронзовый призёр летних Олимпийских игр 1964 года.

## Биография
Робин Ходдер родился 1 октября 1937 года в австралийском городе Мэриборо.
В 1964 году вошёл в состав сборной Австралии по хоккею на траве на Олимпийских играх в Токио и завоевал бронзовую медаль. Играл на позиции нападающего, провёл 8 матчей, забил 1 мяч в ворота сборной Новой Зеландии.
Умер 19 марта 2006 года в пригороде Мельбурна Эшбёртон.